# Binary Pot
《Binary Pot》（バイナリィ・ポット）是AUGUST製作的Windows平台戀愛冒險類型成人遊戲，已於2002年2月22日發售，通常版已於2004年3月26日發售。

## 遊戲系統
玩家在遊玩時，螢幕上會出現文字敘述、人物對話等，藉由這樣的方式除了讓故事獲得進展外，也可以與遊戲角色對話進行交流。玩家可以選擇不同選項及地點，並隨著遊戲的進行而與女主角關係漸趨親密，甚至最後還有可能發生更加親密的關係。游戏有9个结局。其中女主角羽根井优希是单独路線，诹访奈都子和川中岛里美两路線則可以组合为一条路線，吉野佳澄和小津千岁两线可以组合为一条路線。完成以上5个结局后，可以進入大结局路線。大结局路線又分为羽根井优希结局和米莉结局。另外还有一个「Badend」和一个中途便结束的结局。

## 故事簡介
个人电脑的处理能力因為超大容量线路的普及而得到了飞速的进步，网络游戏的普及率也急速上升。并且，现在的大家已经不再热衷于以往的那种RPG的代入感，转而追求在游戏的世界里体验和完全真实的生活的那种感觉。于是，用于彰显「另一个自我」的一款称霸了全球的网络游戏「world」，成为了人类所居住的「第二个世界」。
男主角芦原洋一由于父母前往南国小岛颐养天年，因此擔任Binary Pot的店长。芦原洋一、羽根井优希、吉野佳澄、诹访奈都子、川中岛里美一起全力经营着Binary·pot。芦原洋一是World的老玩家，同時也是打击犯罪的【猎人公会】中的王牌队伍的队长明樹（アキ）。在晚上打烊後都会在World中和自己的伙伴们一同维持世界的正义与和平。但是他並不知道自己的伙伴们是現實世界中所認識的人。

## 登場角色
蘆原洋一
由于双亲前往南国小岛颐养天年，因此擔任Binary Pot的店长。World的老玩家，同時也是World中打擊犯罪的【猎人公会】中的王牌队伍的队长明樹。
羽根井優希（配音：鸟居花音）
洋一的青梅竹马兼堂妹。
諏訪奈都子（配音：日向裕罗）
洋一和优希所就讀的学校的學妹。
川中島里美（配音：春野日和）
洋一和优希所就讀的学校的學妹。性格開朗。
吉野佳澄（配音：小岛田丽子）
Binary·Pot的員工。
小津千歲（配音：上下容子）
Binary·pot的常客。
米莉（配音：春日アン）
於「world」登場的非玩家角色。

## 製作人員
該遊戲劇本、原畫分別由榊原拓、負責。

## 音樂
《Binary Pot》片頭曲為『First Avenue』；片尾曲為『Colors of lnfinity』。

## 小說
成人小說《Binary Pot -駭客樂園-》（バイナリィ・ポット）已於2002年8月1日發售（ISBN 4-434-02166-4），出版社為HARVEST出版。中文版由龍成出版發售（ISBN 9789574623860）。

## 評價
《Binary Pot》通常版在日本美少女遊戲與動畫相關商品銷售網站Getchu.com的2004年3月銷量榜上排名第5。

## 外部連結
- Binary Pot（页面存档备份，存于）（日語）